# Slovenski Javornik
Slovenski Javornik – wieś w Słowenii, w gminie Jesenice. W 2018 roku liczyła 1885 mieszkańców.